# Libor Pimek
Libor Pimek (Most, Txecoslovàquia, 3 d'agost de 1963) és un tennista txecoslovac i belga ja retirat de la competició.
En el seu palmarès consta un títol individual i disset de dobles masculins en el circuit ATP. Aquests resultats li van permetre arribar al 21è i als 15è llocs en els rànquings respectius.
Inicialment va competir per Txecoslovàquia però va adquirir la nacionalitat belga a l'inici dels anys 90 després de casar-se amb la seva muller belga Anne-Marie, i va competir els darrers anys de la seva trajectòria per aquest país.

## Palmarès

### Individual: 2 (1−1)
| Llegenda (pre/post 2009)                                 |
| -------------------------------------------------------- |
| Grand Slams (0−0)                                        |
| Tennis Masters Cup / ATP Finals (0−0)                    |
| ATP Masters Series / ATP World Tour Masters 1000 (0−0)   |
| ATP International Series Gold / ATP World Tour 500 (0−0) |
| ATP International Series / ATP World Tour 250 (1−1)      |

| Títols per superfície |
| --------------------- |
| Dura (0−0)            |
| Gespa (0−0)           |
| Terra batuda (1−0)    |
| Moqueta (0−1)         |

| Resultat  | Núm. | Data                   | Torneig                    | Superfície   | Oponent        | Marcador                   |
| --------- | ---- | ---------------------- | -------------------------- | ------------ | -------------- | -------------------------- |
| Guanyador | 1.   | 20 de maig de 1984     | Munic, Alemanya Occidental | Terra batuda | Gene Mayer     | 6−4, 4−6, 7−6, 6−4         |
| Finalista | 1.   | 25 de novembre de 1985 | Viena, Àustria             | Moqueta      | Jan Gunnarsson | 7−6(5), 2−6, 4−6, 6−1, 5−7 |

### Dobles masculins: 29 (17−12)
| Llegenda (pre/post 2009)                                 |
| -------------------------------------------------------- |
| Grand Slams (0−0)                                        |
| Tennis Masters Cup / ATP Finals (0−0)                    |
| ATP Masters Series / ATP World Tour Masters 1000 (0−1)   |
| ATP International Series Gold / ATP World Tour 500 (0−0) |
| ATP International Series / ATP World Tour 250 (17−12)    |

| Títols per superfície |
| --------------------- |
| Dura (2−0)            |
| Gespa (0−0)           |
| Terra batuda (14−9)   |
| Moqueta (1−3)         |

| Resultat  | Núm. | Data                   | Torneig                  | Superfície   | Parella              | Oponents                         | Marcador      |
| --------- | ---- | ---------------------- | ------------------------ | ------------ | -------------------- | -------------------------------- | ------------- |
| Guanyador | 1.   | 21 de març de 1983     | Niça, França             | Terra batuda | Bernard Boileau      | Bernard Fritz J-L. Haillet       | 6−3, 6−4      |
| Guanyador | 2.   | 2 d'abril de 1984      | Bari, Itàlia             | Terra batuda | Stanislav Birner     | Marcel Freeman Tim Wilkison      | 2−6, 7−6, 6−4 |
| Finalista | 1.   | 17 de setembre de 1984 | Ginebra, Suïssa          | Terra batuda | Tomáš Šmíd           | Michael Mortensen Mats Wilander  | 1−6, 6−3, 5−7 |
| Guanyador | 3.   | 8 de juliol de 1985    | Boston, Estats Units     | Dura         | Slobodan Živojinović | Peter McNamara Paul McNamee      | 2−6, 6−4, 7−6 |
| Finalista | 2.   | 16 de setembre de 1985 | Bordeus, França          | Terra batuda | Blaine Willenborg    | David Felgate Steve Shaw         | 4−6, 7−5, 4−6 |
| Guanyador | 4.   | 16 de juny de 1986     | Atenes, Grècia           | Terra batuda | Blaine Willenborg    | Carlos Di Laura Claudio Panatta  | 5−7, 6−4, 6−2 |
| Guanyador | 5.   | 11 d'agost de 1986     | Sent-Vincent, Itàlia     | Terra batuda | Pavel Složil         | Bud Cox Michael Fancutt          | 6−3, 6−3      |
| Guanyador | 6.   | 10 de setembre de 1990 | Bordeus                  | Terra batuda | Tomàs Carbonell      | Mansour Bahrami Yannick Noah     | 6−3, 6−7, 6−2 |
| Finalista | 3.   | 11 de febrer de 1991   | Brussel·les, Bèlgica     | Moqueta      | Michiel Schapers     | Todd Woodbridge Mark Woodforde   | 3−6, 0−6      |
| Finalista | 4.   | 5 d'agost de 1991      | Praga, Txecoslovàquia    | Terra batuda | Daniel Vacek         | Vojtěch Flégl Cyril Suk          | 4−6, 2−6      |
| Finalista | 5.   | 2 de març de 1992      | Copenhagen, Dinamarca    | Moqueta      | Hendrik Jan Davids   | Nicklas Kulti Magnus Larsson     | 3−6, 4−6      |
| Guanyador | 7.   | 30 de març de 1992     | Estoril, Portugal        | Terra batuda | Hendrik Jan Davids   | Luke Jensen Laurie Warder        | 3−6, 6−3, 7−5 |
| Guanyador | 8.   | 6 de juliol de 1992    | Gstaad, Suïssa           | Terra batuda | Hendrik Jan Davids   | Petr Korda Cyril Suk             | Renúncia      |
| Finalista | 6.   | 14 de setembre de 1992 | Colònia, Alemanya        | Terra batuda | Ronnie Båthman       | H. de la Peña Gustavo Luza       | 7−6, 0−6, 2−6 |
| Guanyador | 9.   | 7 de juny de 1993      | Florència, Itàlia        | Terra batuda | Tomàs Carbonell      | Mark Koevermans Greg Van Emburgh | 7−6, 2−6, 6−1 |
| Finalista | 7.   | 26 de juliol de 1993   | Hilversum, Països Baixos | Terra batuda | Hendrik Jan Davids   | Jacco Eltingh Paul Haarhuis      | 6−4, 2−6, 5−7 |
| Guanyador | 10.  | 2 d'agost de 1993      | Praga                    | Terra batuda | Hendrik Jan Davids   | Jorge Lozano Jaime Oncins        | 6−3, 7−6      |
| Guanyador | 11.  | 13 de setembre de 1993 | Bucarest, Romania        | Terra batuda | Menno Oosting        | George Cosac Ciprian Porumb      | 7−6, 7−6      |
| Finalista | 8.   | 22 de maig de 1995     | Bolonya, Itàlia          | Terra batuda | Vincent Spadea       | Byron Black Jonathan Stark       | 5−7, 3−6      |
| Finalista | 9.   | 19 de juny de 1995     | Sankt Pölten, Àustria    | Terra batuda | Byron Talbot         | Bill Behrens Matt Lucena         | 5−7, 4−6      |
| Guanyador | 12.  | 31 de juliol de 1995   | Praga (2)                | Terra batuda | Byron Talbot         | Jiří Novák David Rikl            | 7−5, 1−6, 7−6 |
| Guanyador | 13.  | 29 de gener de 1996    | Zagreb, Croàcia          | Dura (i)     | Menno Oosting        | Martin Damm H.J. Davids          | 6−3, 7−6      |
| Guanyador | 14.  | 11 de març de 1996     | Copenhagen               | Moqueta      | Byron Talbot         | Wayne Arthurs Andrew Kratzmann   | 7−6, 3−6, 6−3 |
| Finalista | 10.  | 13 de maig de 1996     | Roma, Itàlia             | Terra batuda | Byron Talbot         | Byron Black Grant Connell        | 2−6, 3−6      |
| Guanyador | 15.  | 15 de juliol de 1996   | Stuttgart, Alemanya      | Terra batuda | Byron Talbot         | Tomàs Carbonell Francisco Roig   | 6−4, 7−6      |
| Guanyador | 16.  | 22 de juliol de 1996   | Kitzbühel, Àustria       | Terra batuda | Byron Talbot         | David Adams Menno Oosting        | 7−6, 6−3      |
| Finalista | 11.  | 3 de març de 1997      | Rotterdam, Països Baixos | Moqueta      | Byron Talbot         | Jacco Eltingh Paul Haarhuis      | 6−7, 4−6      |
| Finalista | 12.  | 28 de juliol de 1997   | Hilversum (2)            | Terra batuda | Andrew Kratzmann     | Paul Kilderry Nicolás Lapentti   | 6−3, 5−7, 6−7 |
| Guanyador | 17.  | 29 de setembre de 1997 | Palerm, Itàlia           | Terra batuda | Andrew Kratzmann     | H.J. Davids Daniel Orsanic       | 3−6, 6−3, 7−6 |

## Trajectòria

### Individual
| Open d'Austràlia | A     | A     | A     | A     | A     | A     | 0 / 0     | 0 – 0     |
| Roland Garros | 1R    | 2R    | 1R    | 1R    | 1R    | 1R    | 0 / 6     | 1 – 6     |
| Wimbledon | 1R    | A     | A     | A     | A     | 1R    | 0 / 2     | 0 – 2     |
| US Open | 2R    | 2R    | 1R    | 1R    | 3R    | 1R    | 0 / 6     | 4 – 6     |
| Total Victòries−Derrotes | 19−14 | 33−18 | 25−21 | 26−25 | 12−18 | 10−20 | 126 – 121 | 126 – 121 |
| Rànquing a final d'any | 57    | 25    | 34    | 71    | 95    | 234   |           |           |
| Llegenda: G: Guanyador; F: Finalista; SF: Semifinalista; QF: Quarts de final; Q: Qualificació; A: Absent; RR: Round Robin; NC: No celebrat |       |       |       |       |       |       |           |           |

### Dobles masculins
| Torneig | 1983  | 1984  | 1985  | 1986  | 1987 | 1988 | 1989 | 1990  | 1991  | 1992  | 1993  | 1994  | 1995  | 1996  | 1997  | 1998  | 1999 | Títols    | V – D     |
| --- | ----- | ----- | ----- | ----- | ---- | ---- | ---- | ----- | ----- | ----- | ----- | ----- | ----- | ----- | ----- | ----- | ---- | --------- | --------- |
| Open d'Austràlia | A     | A     | A     | A     | A    | A    | A    | A     | 2R    | 1R    | 2R    | 3R    | 2R    | 1R    | 1R    | 2R    | 1R   | 0 / 9     | 6 – 9     |
| Roland Garros | 3R    | 1R    | 1R    | 1R    | A    | A    | A    | 1R    | 3R    | 1R    | 2R    | 1R    | 2R    | 3R    | 1R    | 1R    | A    | 0 / 13    | 8 – 13    |
| Wimbledon | 2R    | A     | A     | A     | A    | A    | A    | 1R    | 1R    | 1R    | 1R    | 1R    | 1R    | 1R    | 1R    | 1R    | A    | 0 / 10    | 1 – 10    |
| US Open | A     | A     | 2R    | 2R    | A    | A    | A    | 1R    | 3R    | 2R    | 1R    | 1R    | 2R    | 2R    | 1R    | 1R    | A    | 0 / 11    | 7 – 11    |
| Total Victòries−Derrotes | 15−11 | 20−13 | 21−16 | 15−17 | 3−10 | 9−13 | 2−6  | 10−13 | 25−32 | 28−27 | 26−32 | 23−34 | 27−31 | 45−34 | 32−34 | 15−28 | 0−3  | 316 – 356 | 316 – 356 |
| Rànquing a final d'any | −     | 50    | 54    | 111   | 290  | 183  | 224  | 124   | 59    | 37    | 54    | 69    | 53    | 21    | 40    | 113   | 1129 |           |           |
| Llegenda: G: Guanyador; F: Finalista; SF: Semifinalista; QF: Quarts de final; Q: Qualificació; A: Absent; RR: Round Robin; NC: No celebrat |       |       |       |       |      |      |      |       |       |       |       |       |       |       |       |       |      |           |           |

### Dobles mixts
| Open d'Austràlia | 1R  | 1R  | 1R  | 0 / 3  | 0 – 3  |
| Roland Garros | QF  | 3R  | A   | 0 / 2  | 5 – 2  |
| Wimbledon | 1R  | 1R  | 1R  | 0 / 3  | 0 – 3  |
| US Open | 1R  | 1R  | A   | 0 / 2  | 0 – 2  |
| Total Victòries−Derrotes | 3−4 | 2−4 | 0−2 | 5 – 10 | 5 – 10 |
| Llegenda: G: Guanyador; F: Finalista; SF: Semifinalista; QF: Quarts de final; Q: Qualificació; A: Absent; RR: Round Robin; NC: No celebrat |     |     |     |        |        |